# Объединённая церковь Северной Индии
Объединенная церковь Северной Индии (англ. United Church of Northern India, UCNI) — основная пресвитерианская церковная община в Индии, принадлежащая к протестантской христианской конфессии. Церковь создана в 1924 году в результате объединения пресвитерианской церкви и конгрегационалистских церквей. С тех пор конгрегационалистские церкви принимаются в члены церковными судами (англ. Church Courts), имеющими на это право. Церковь управляется через местные церкви, церковные советы, синоды и Генеральную ассамблею.

## История
На совместной конференции, состоявшейся в 1918 году в Аллахабаде, несколько церквей предложили объединить пресвитерианские и конгрегационалистские церкви. Это привело к основанию Объединенной церкви Северной Индии 30 декабря 1924 года в колледже Уилсона в Бомбее. На этой первой встрече Роберт Аллен Хьюм был избран первым модератором церкви.
Церковь расположена на северо-западе и северо-востоке Индии. Осуществляет свою деятельность в Ассаме, Восточных горах Дарджилинга, Пенджабе, Харьяне, Джамму и Кашмире, Махараштре и Мадхья-Прадеше, охватывая около трети территории Индии. Имеет свою собственную конституцию, «Синюю книгу» (англ. Blue Book), которая охватывает правила ведения работы, исповедания веры и правила управления в церкви. Организация была создана с евангельскими, медицинскими и образовательными целями.
В XVIII и XIX веках Индию посещали христианские миссионеры из США, Канады, Новой Зеландии, Англии, Уэльса и Австралии. В Северной Индии работали миссии:
- Американской евангелической и реформатской церкви;
- Американской маратхской миссии Американского совета по делам иностранных миссий;
- Американской пресвитерианской миссии;
- Канадской пресвитерианской миссии;
- Миссии Церкви Шотландии;
- Ирландской пресвитерианской миссии;
- Лондонского миссионерского общества;
- Английской пресвитерианской миссит;
- Новозеландской пресвитерианской миссии;
- Объединенной миссии церкви Канады;
- Пресвитерианской миссии Уэльса.

## Структура
В 1970 году некоторые из этих церквей присоединились к недавно созданной Церкви Северной Индии, которая была учреждена в первую очередь для объединения англиканских церквей,  но некоторые из них с тех пор вернулись в Объединенную церковь Северной Индии. Сегодня в церкви насчитывается восемнадцать церковных советов, подчиняющихся пяти Синодам: Северо-Индийский синод, Средне-Индийский синод, Западно-Бенгальский синод, Махараштрский синод и Пенджабский синод; куда входят города Ахмаднагар, Бомбей, Нагпур, Колхапур, Малва (Раджастхан), Гуджарат, Аллахабад, Фаррукхабад, Майнпури, Бунделкханд, Гархвал, Кумаон, Гурдаспур, Амбала, Лудхиана, Доаба, а также Восточно-Гималайский церковный совет. Объединенная церковь Северной Индии была зарегистрирована в Торговом реестре Пенджаба в 1977—1978 годах.
Объединенная церковь Северной Индии является организацией-учредителем Генеральной ассамблеи и Ассоциации попечителей. Таким образом, Генеральная Ассамблея и Ассоциация попечителей являются уполномоченными органами Объединенной церкви Северной Индии.